# りゅうこつ座V602星
りゅうこつ座V602星は、太陽から約 1,977 パーセク離れたところにある 赤色超巨星で、半径は太陽の約1000倍以上あり、光度は太陽の約200,000倍あるとされている。この恒星はりゅうこつ座の中に位置しており、7.6等と9.2等の間を変光するSRC型の脈動変光星である。